# Ayanna Dyette
Ayanna Dyette, née le 10 janvier 1986 et morte le 1er juillet 2018, est une joueuse internationale trinidadienne de volley-ball et de beach-volley.
Diplômé en Administration d'entreprise à l'Indian State College, elle obtient ensuite un baccalauréat de la Delaware State University (2006-2008).
Elle est membre de l'équipe nationale féminine de beach-volley de Trinité-et-Tobago à partir de 2010 et participe notamment aux Jeux panaméricains de 2011, à Guadalajara, puis à ceux de 2015 à Toronto.
Elle meurt d'un cancer du col utérin.